# Michael Jackson
Michael Joseph Jackson (Gary, Indiana, 29. kolovoza 1958. − Los Angeles, Kalifornija, 25. lipnja 2009.) bio je američki pop glazbenik čiji je kontroverzni osobni život bio dio američke popularne kulture posljednje četvrtine 20. stoljeća.
Rođen je u brojnoj glazbenoj obitelji Jackson kao sedmo od devetoro djece. Debitirao je na profesionalnoj glazbenoj sceni s jedanaest godina kao član sastava Jackson 5. Solo karijeru započeo je 1971. godine dok je još uvijek bio član toga sastava. U kasnijim godinama u javnosti je često nazivan „Kraljem popa”. Pet njegovih solo studijskih albuma jedni su od najprodavanijih na svijetu: Off the Wall (1979.), Thriller (1982.), Bad (1987.), Dangerous (1991.) i HIStory (1995.). Početkom osamdesetih godina 20. stoljeća postao je glavna figura u popularnoj glazbi i prvi afroamerički zabavljač koji je stekao velik publicitet na MTV-u. Popularnost spotova njegovih pjesama koji su prikazivani na MTV-u kao što su „Beat It”,„Billie Jean” i „Thriller” − poznati po pretvorbama spota u umjetničku formu i promidžbeni alat – pomogla je relativno mladoj televiziji stjecanje ugleda. Spotovi pjesama kao što su „Black or White” i „Scream” produžili su Jacksonovu popularnost i tijekom devedesetih. Scenskim nastupima i spotovima Jackson je popularizirao veliki broj plesačkih tehnika kao što su „robot” i „moonwalk”. Njegov svojstven glazbeni zvuk utjecao je na mnoge suvremene izvođače hip hopa, popa te R&B-a. 
Jackson je donirao milijune dolara u humanitarne svrhe radom svoje zaklade izdavanjem humanitarnih singlova i podržavanjem 39 akcija. Drugi aspekti njegova osobna života poput promjena njegove pojave i ponašanja izazvali su mnoge prijepore koji su naškodili njegovu ugledu. Pored toga, 1993. godine optužen je za spolno zlostavljanje djeteta. Istraga je prekinuta jer Jackson nije tužen na sudu i zbog nedostatka dokaza. Jackson se ženio dva puta i bio ocem troje djece što je uzrokovalo još kontroverza. Godine 2005. suđeno mu je za spolno zlostavljanje i za nekolicinu inih optužbi kojih je kasnije oslobođen.
Jedan je od nekoliko umjetnika dvaput uvrštenih u Rock and Roll kuću slavnih. Vlasnik je nekoliko Guinnessovih rekorda (među njima i rekorda za „Najuspješnijeg zabavljača svih vremena”) i 13 Grammyja. Izdao je 13 singlova koji su bili na prvome mjestu ljestvice Billboard Hot 100, više negoli bilo koji izvođač. Prodao je više od 750 milijuna primjeraka svojih albuma. 
Preminuo je desetak dana prije koncerta u sklopu svoje povratničke turneje u londonskoj O2 areni za koju je bilo rasprodano svih 50 koncerata. Prvi je trebao biti održan 13. srpnja 2009., a završili bi u proljeće 2010. godine.

## Životopis

### Rani život i Jackson 5 (1958. − 1975.)
Michael Joseph Jackson rođen je u Garyju, Indiana (u jednom industrijskom predgrađu Chicaga, Illinois) u radničkoj obitelji 29. kolovoza 1958. Sin je Josepha Waltera "Joe" Jacksona i Katherine Esther (rođene Scruse). Sedmo je od devetoro djece. Ostatak obitelji čine: Rebbie (1950.), Jackie (1951.), Tito (1953.), Jermaine (1954.), La Toya (1956.), Marlon (1957.), Randy (1961.) i Janet (1966.). Joseph Jackson radio je u čeličani i često nastupao u ritam i blues sastavu zvanom The Falcons sa svojim bratom Lutherom. Michael je odgojen kao Jehovin svjedok od strane njegove majke.
Još od djetinjstva, Jacksona je fizički i mentalno zlostavljao njegov otac, tijekom dugotrajnih neprekidnih uvježbavanja, batinjanjem i davanjem pogrdnih naziva. Jacksonovo maltretiranje kao djeteta ostavljalo je posljedice na njegov razvitak. Jednom prilikom dok je spavao, Joseph se popeo u njegovu sobu ulazeći kroz prozor. Noseći strašnu masku, upao je u sobu vrišteći i vičući. Kao razlog čina, Joseph je rekao kako je želio svoju djecu naučiti da ne ostavljaju prozor otvoren ako žele spavati. Godinama kasnije, Jackson je imao noćne more u kojima je otet iz svoje sobe.
Jackson je prvi put otvoreno govorio o tom zlostavljanju u intervjuu s Oprah Winfrey 1993. godine, rekavši da je tijekom djetinjstva često plakao zbog usamljenosti i da bi mu se gadilo kad bi ugledao svoga oca. U drugom intervjuu koji je dao, poznat kao "Život s Michaelom Jacksonom" (Living with Michael Jackson, snimljen 2003.), prekrio je lice počevši plakati tijekom razgovora o djetinjstvu. Izjavio je da se sjeća kako je njegov otac sjedio u naslonjaču s remenom u iščekivanju da udari svoju djecu kad god ne bi dobro uvježbavali.
Jackson je rano pokazao glazbenu nadarenost, nastupajući s učenicima iz razreda i ostalima tijekom Božićnih koncerata, u dobi od pet godina. Godine 1964. zajedno s bratom Marlonom pridružio se sastavu The Jackson Brothers (koji su oformili njihova braća Jackie, Tito i Jermaine) kao prateći glazbenici svirajući kongo i tamburin. Jackson je zatim počeo nastupati kao prateći vokal i plesati; kada je napunio osam godina, on i Jermaine postali su vodeći pjevači. Tada je naziv sastava promijenjen u The Jackson 5. Sastav je nastupao po Srednjem zapadu od 1966. do 1968. godine. Često su nastupali i u klubovima za odrasle. Godine 1966. pobijedili su na najznačajnijoj mjesnoj priredbi izvođenjem pjesme "I Got You (I Feel Good)" Jamesa Browna koju je otpjevao Michael.
Jackson 5 snimili su nekoliko pjesama; uključujući i debitantski singl "Big Boy" za lokalnu izdavačku kuću Steeltown 1967. godine. S Motown Recordsom potpisali su suradnju sljedeće godine. Časopis "Rolling Stone" kasnije je opisao mladog Michaela kao čudo a ogromnim glazbenim darom ističući da je brzo prerastao u glavnu crtu i vodećeg vokala nakon što je počeo plesati i pjevati sa svojom braćom. Sastav je postavio rekord na Billboard Hot 100 ljestvici kada je izdao četiri uzastopna singla koja su dospjela na vrh kao broj jedan ("I Want You Back", "ABC", "The Love You Save" i "I‘ll Be There"). Tijekom ranih godina sastava, predstavnici za odnose s javnošću njihove izdavačke kuće tvrdili su da je Jackson imao devet godina (dvije godine manje nego što je inače imao) kako bi javnosti izgledao ljupkiji i pristupačniji. 
Od 1972. godine, Jackson je izdao ukupno četiri solo studijska albuma za Motown među kojim i Got to Be There i Ben. Oni su objavljeni kao dio franšize Jackson 5 i producirali su uspješne singlove poput "Got to Be There", "Ben" i "Rockin‘ Robin". Prodaje albuma sastava počele su opadati 1973. godine, pod striktnom zabranom Motowna da im se dozvoli da izdaju bilo kakav materijal. I pored toga sastav je postigao nekoliko top 40 hitova, uključujući i top 5 disco singl "Dancing Machine" i top 20 hit "I Am Love". Jackson 5 je napustio Motown 1975. godine.

### Prelazak u Epic iOff the Wall(1975. − 1981.)
Jackson 5 je potpisao ugovor s CBS Records u srpnju 1975. godine, pridružujući se Philadelphia International Records odjelu, a zatim i Epic Recordsu . Po finalizaciji pravnog postupka, sastav je preimenovana u The Jacksons. Nakon promjene imena, sastav je nastavio nastupati, izdavši još šest albuma između 1976. do 1984. godine. U tom razdoblju, Michael Jackson bio je glavni tekstopisac sastava. Napisao je hitove "Shake Your Body (Down the Ground)", "This Place Hotel" i "Can You Feel It".
Godine 1978., Jackson je glumio ulogu Strašila u filmskom mjuziklu The Wiz. Snimanja je dogovarao Quincy Jones koji se sprijateljio s Jacksonom tijekom produkcije filma. Tom je prilikom pristao biti producent njegovog sljedećeg solo albuma Off the Wall. Godine 1979., Jackson je slomio nos za vrijeme jedne kompleksne plesačke rutine. Operacija nosa koja je uslijedila nije bila u potpunosti uspješna; žalio se na poteškoće koje je imao tijekom disanja. Nakon toga je dr. Steven Hoefflin izveo drugu operaciju nosa i ostale.
Jones i Jackson su zajednički producirali album Off the Wall. Jackson je na tom albumu surađivao s Paulom McCartneyjem, Steviem Wonderom i Rodom Tempertonom. Objavljen 1979. godine bio je prvi album koji je objavio četiri američka top 10 hita od kojih su se dva našla na vrhu ("Don't Stop 'til You Get Enough" i "Rock With You"). Off the Wall se nalazio na trećem mjestu Billboardovih 200 najboljih albuma. Naklada mu je 7 milijuna kopija u Americi i oko 20 milijuna kopija širom svijeta. Godine 1980. osvojio je tri Američke glazbene nagrade: za "Najbolji soul i ritam i blues album", "Najboljeg muškog soul i ritam i blues izvođača" i za "Najbolji ritam i blues singl" ("Don't Stop 'Til You Get Enough"). Te godine, isto je tako osvojio Billboardovu glazbenu nagradu za "Najbolji album crnog izvođača" i Grammy nagradu za "Najbolje muško ritam i blues vokalno izvođenje" (za "Don't Stop 'Til You Get Enough"). Unatoč komercijalnom uspjehu, Jackson je smatrao da je album trebao imati mnogo veći utjecaj i bio je odlučan u tome da nadmaši očekivanja sljedećim izdanjem. Godine 1980. Jackson je sebi osigurao najviši udio po prodanom primjerku u glazbenoj industriji: zaradio je 37 posto ukupnog profita albuma.

### Thriller,Motown 25,We Are the Worldi poslovna karijera (1982. − 1985.)
Godine 1982. Jackson je snimio pjesmu "Someone in the Dark" koja je bila dio soundtracka filma E.T. Ploča je osvojila Grammy za "Najbolji album za djecu". Te godine, Jackson je objavio svoj drugi album za izdavačku kuću Epic, Thriller. Album se nalazio na Billboardovoj ljestvici 200 najboljih albuma 80 uzastopnih tjedana od kojih je 37 bio na vrhu. To je bio prvi album koji je lansirao sedam top 10 singlova među kojim i "Billie Jean", "Beat It" i "Wanna Be Startin‘ Somethin‘". Album je certificiran dvostrukom dijamantskom nakladom za prodaju od oko 28 milijuna kopija u Sjedinjenim Američkim Državama. Album je najprodavaniji svjetski album svih vremena s prodajama između 47 milijuna u Sjedinjenim Državama i 109 milijuna kopija diljem svijeta. Jacksonov pravni zastupnik John Branca isticao je da je Jackson imao najviši udio po prodanom primjerku u glazbenoj industriji; skoro dva dolara mu je pripadalo za svaki prodani album. Isto je tako rekordno profitirao od kompaktnih diskova i prodaje dokumentarca The Making of Michael Jackson‘s Thriller koji je producirao s Johnom Landisom. Financiran od strane MTV-ja, dokumentarac je prodan u preko 350.000 kopija za par mjeseci. 
Istovremeno 1984. godine na tržištu se pojavljuju lutke s likom Michaela Jacksona s cijenom od dvanaest dolara. Biograf, Randy Taraborrelli je izjavio: "U nekom trenutku, Thriller se prestaje prodavati poput magazina, igračke ili ulaznice za hit film a onda se počinje prodavati kao kućna potrepština." Neobično za to vrijeme, Thriller je izdao čak sedam singlova.
Časopis Time objavio je da je album dao glazbenoj industriji najbolje godine još od 1978. godine, kada je domaći godišnji dohodak bio 4,1 milijarda dolara. Publikacija je nazivala Jacksona: "Kraljem ploča, radija, video spotova. Čovjekom koji sam spašava glazbeni biznis. Tekstopiscem koji stvara hitove za desetljeće. Plesačem s najelegantnijim stopalom na ulici. Pjevačem koji prekida sve granice ukusa, stila i boja također." The New York Times, naziva ga "glazbenim fenomenom" ističući da; "u svijetu pop glazbe, tu je Michael Jackson i tu su svi ostali." The Washington Post je objavio da je album raskrčio put drugima među kojima i Princeu. Dana 25. travnja 1983., Jackson je nastupio uživo na proslavi 25 godina postojanja Motowna poznatoj kao "Motown 25: Yesterday, Today, Forever". Prvo je nastupio sa svojom braćom a zatim i samostalno izvodeći pjesmu "Billie Jean". Tada je prvi put izveo svoj prepoznatljivi pokret, moonwalk. Nastup je pratilo oko 47 milijuna televizijskih gledatelja. The New York Times je objavio: "Mjesečev hod koji je izveo poznata je metafora njegovog plesačkog stila. Kako to radi? Kao tehničar, sjajan je iluzionist i originalan mimičar. Njegova vještina da drži jednu nogu ravno dok drugom klizi, iziskuje savršeno vremensko usklađivanje."
Godine 1984. Jackson je snimao reklamu za Pepsi Colu. Reklama je predstavljala simulirani koncert gdje on nastupa sa svojom braćom pred par tisuća ljudi. Tijekom snimanja, netko ga je iz publike pogodio vatrometom u glavu. Opeklina koju je pretrpio bila je drugog stupnja. Pepsi mu je isplatio novce bez suđenja. Od toga novca, Jackson je 1,5 milijun dolara dao jednom centru njegovog imena koji se bavio pomaganjem ljudima s opeklinama. Kasnije je Jackson imao svoju treću operaciju nosa.
Dana 14. svibnja iste godine, Jackson je pozvan u Bijelu Kuću kako bi primio nagradu koju će mu uručiti američki predsjednik Ronald Reagan. Nagradu je dobio zbog podrške humanitarne akcije za odvikavanje ljudi od alkohola i droga. Te je godine osvojio i osam nagrada Grammy. Za razliku od ostalih albuma, Thriller nije imao službenu turneju kojom bi se promicao. Ipak, Jackson se pridružio svojoj braći na turneji albuma Victory na kojoj je prikazao dosta svog novog solo materijala. Turneju je ukupno pratilo više od dva milijuna Amerikanaca. Jackson je donirao svojih 5 milijuna dolara zarađenih na turneji u humanitarne svrhe. Godine 1985. širom svijeta izdat je humanitarni singl "We Are the World" koju su napisali Jackson i Lionel Richie. Osnovni cilj bio je da se pomogne siromašnim u Africi i Sjedinjenim Američkim Državama. Njih dvojica bili su jedni od 39 slavnih osoba koji su pjevali na ploči. Singl je postao jedan od najprodavanijih svih vremena s oko 20 milijuna prodanih primjeraka.
Dok su Jackson i McCartney radili na dva hit singla "The Girl Is Mine" i "Say Say Say", sprijateljili su se. Često su posjećivali jedan drugog. U jednom razgovoru, McCartney je spomenuo Jacksonu milijune dolara koje zarađuje od svojih glazbenih kataloga; zarađivao je skoro 40 milijuna dolara godišnje od pjesama drugih izvođača. Sam Jackson se zatim počeo baviti poslovnom karijerom, prodajući i kupujući prava distribucije glazbe od mnogih izvođača. Malo kasnije, "Northern Song" (glazbeni katalog koji sadrži tisuće pjesama među kojim i skladbe Beatlesa) bio je na prodaji. Jackson je odmah pokazao zanimanje za katalog. Izjavio je: "Ne zanima me. Hoću te pjesme. Donesi mi te pjesme Branca (njegov pravni zastupnik)." Branca je zatim kontaktirao McCartneyjevog zastupnika koji je odgovorio da njegovog klijenta dražba ne zanima. Nakon što je Jackson započeo pregovore, McCartney je promijenio mišljenje i pokušao uvjeriti Yoko Ono da mu se pridruži u nadmetanju što je ona odbila tako da je i on sam odustao. Jackson je dobio ostatak konkurencije u pregovorima koji su trajali 10 mjeseci. Kupio je katalog za 47,5 milijuna dolara. Povodom toga, McCartney je izjavio: "Mislim da je lukavo napraviti tako nešto. Biti nečiji prijatelj i kupiti tepih na kojem stoje." Reagirajući na izjavu, biograf Randy Taraborrelli je rekao da je: "McCartney zarađivao milijune dolara od glazbe drugih ljudi. Imao je više novca od Jacksona u tom trenutku tako da se mogao nadmetati i ne brinuti hoće li njegov prijatelj kupiti."

### Tabloidi, nastupi,Bad, autobiografija i filmovi (1986. − 1990.)
Godine 1986. tabloidi su tvrdili da Jackson spava u hiperbaričnoj komori kako bi usporio proces starenja; objavljena je fotografija gdje on leži u prostranoj staklenoj škrinji. Iako je tvrdnja bila netočna, Jackson je sam stvarao i širio priču o tome. Pjevač je dalje promicao svoj predstojeći Captain EO 3D film. 
Te je godine po četvrti puta operirao nos i napravljen mu je mali rascjep kod podbratka. Film Captain EO u kojem je glumio režirao je Francis Ford Coppola. Bio je najskuplji producirani film po minuti i prikazivan je kasnije u Disneyjevim parkovima.
Jackson je zatim kupio čimpanzu imena Bubbles s kojim se družio što je još više pridonijelo njegovom ekscentričnom imidžu. Godine 2003. pjevač je izjavio da Bubbles rabi njegov nužnik i da uređuje njegovu sobu. Kasnije je bilo objavljeno da je Jackson kupio kosti Josepha Merricka (poznatog kao "Čovjek Slon", zbog njegove kongenitalne malfomacije). Iako je to bilo netočno, Jackson je ponovo potvrđivao navode u medijima. Ove priče su Jacksonu priskrbile pogrdan nadimak "Wacko Jacko" (ludi Jacko). Pjevač je izjavio da prezire ovaj nadimak. Shvaćajući svoju pogrešku, prestao je plasirati lažne priče u medije, no zahvaljujući dobiti koju su mediji ostvarivali takvim izmišljotinama, na kraju su sami mediji počeli objavljivati svoje priče.
Jacksonova koža bila je srednje smeđe boje tijekom njegove mladosti ali je postajala tijekom osamdesetih godina prošlog stoljeća sve svjetlija. Ova promjena dobila je rasprostranjeno medijsko izvještavanje i glasine da Jackson izbjeljuje svoju kožu. Sredinom osamdesetih, Jacksonu je dijagnosticiran vitiligo i lupus: zbog kojih je postao osetljiv na sunčevu svjetlost. Tretmani koje je rabio zajedno sa šminkom zajednički su stvorili Jacksonovu pojavu drugačijom. Struktura njegovog lica isto se tako promijenila; nekoliko je kirurga nagađalo da je Jackson imao više operacija i to: nosa, čela, usana i jagodica. Promjene na njegovom licu dijelom su posljedica gubitka mase. Jackson je gubio masu početkom osamdesetih zbog promjena dijeta i želje za "tijelom plesača". Pojedini svjedoci koji su viđali Jacksona tvrdili su da ima česte vrtoglavice nagađajući o njegovom poremećaju hranjenja, tj. anoreksiji nervozi. Neki liječnici izjavili su kako vjeruju da pjevač ima dismorfofobiju, odnosno da je preokupiran strahom i uvjerenjem da je njegova pojava ružna ili defektna.
S prvim albumom (Bad) u pet godina, industrija je iščekivala još jedan veliki Jacksonov hit. Bad se lošije prodavao u odnosu na Thriller ali je zabilježio solidan komercijalan uspjeh. U Sjedinjenim Državama lansirao je sedam hit singlova, od kojih su pet ("I Just Can‘t Stop Loving You", "Bad", "The Way You Make Me Feel", "Man in the Mirror" i "Dirty Diana") dosegli prvo mesto na Billboard Hot 100 ljestvici. Samim time album je s najviše broj jedan hitova ikada. Do 2008., album je prodan u osam milijuna primjeraka u Sjedinjenim Državama, a u 30 milijuna širom svijeta.
Svjetska turneja albuma trajala je od 12. rujna 1987. pa do 14. siječnja 1989. godine
Samo u Japanu, bilo je održano 14 rasprodanih koncerata na kojim je nazočilo 570.000 osoba. Jackson je postavio Guinnessov rekord kada ga je gledalo 504.000 ljudi na sedam koncerata na Wembley stadionu. Ukupno je nastupio na 123 koncerta s ukupnom posjećenošću od 4,4 milijuna ljudi. Još jedan Guinnessov rekord postavio je zaradom 125 milijuna dolara na turneji. Tijekom putovanja, Jackson je davao donacije bolnicama i sirotištima. Godine 1988. Jackson je izdao svoju prvu autobiografiju, "Moon Walk", koju je pisao četiri godine. U njoj govori o svom djetinjstvu, iskustvima s Jackson 5 i zlostavljanju kada je bio dječak.
Isto tako pričao je o svojim plastičnim operacijama, opisao je promjenu strukture lica u pubertetu, gubitak mase, striktnu vegeterijansku dijetu, promjene frizura i nastupe. Knjiga je dosegla prvo mjesto na ljestvici uspješnica magazina "The New York Times". Glazbenik je kasnije izdao film Moonwalker koji u uvodu sažeto kronološki prikazuje događaje iz njegove karijere u kojem su glumili Joe Pesci i Jackson. Moonwalker se odmah po svom izdanju našao na vrhu Billboardove ljestivce najboljih video spotova na kaseti gde je ostao 22 tjedna. Ironično, film je smijenjen s tog mjesta od strane Jacksonovog video spota Michael Jackson: The Legend Continues. U travnju 1988. Jackson je kupio zemljište blizu Santa Yneza, Kalifornija gdje je sagradio Neverland ranč. Imanje površine 11 km2 i vrijednosti 17 milijuna dolara osiguravalo je 40 čuvara. Na njemu se nalazi zabavni park, kino i zoološki vrt. Godine 2003. procijenjena vrijednost imanja bila je skoro 100 milijuna dolara.
Godine 1989. Jacksonova zarada od prodaja albuma, koncerata i dr. bila je 125 milijuna dolara. Kasnije, Jackson je postao prvi zapadnjak koji se pojavio u televizijskoj reklami u Rusiji. Jacksonov uspjeh mu je priskrbio titulu "Kralja popa". Tim nadimkom predstavljen je od strane, glumice i svog prijatelja, Elizabeth Taylor kada mu je uručivala nagradu za "Izvođača desetljeća" 1989. godine, nazvavši ga pravim "kraljem popa, rocka i soula".
Predsjednik George H. W. Bush uručio je pjevaču u Bijeloj kući također nagradu za "Izvođača desetljeća" zbog njegovih dostignuća tijekom osamdesetih. Od 1985. do 1990. godine Jackson je donirao 500 tisuća dolara jednoj organizaciji koja pomaže negroidima i sve profite od svog singla "Man in the Mirror" dao je u humanitarne svrhe. Godine 1990. Jacksonovo izvođenje pjesme "You Were There" na proslavi 60. rođendana Sammyja Davisa Jr.-a bilo je nominirano Emmy nagradom.

### Dangerousi Super Bowl XXVII (1991. − 1993.)
U travnju 1991. Jackson je obnovio ugovor sa Sonyjem za rekordnih 65 milijuna dolara. Svoj osmi album, „Dangerous“, izdao je iste godine. Do 2008. godine „Dangerous“ je prodan u oko 7 milijuna kopija u Sjedinjenim Državama i u 32 milijuna kopija širom svijeta; to je najuspješniji new jack swing album svih vremena. U SAD-u, albumov prvi singl „Black or White“ bio je njegov najveći hit, dosegnuvši prvo mjesto na „ Billboardovoj Hot 100“ ljestvici, boraveći na toj poziciji sedam tjedana. Drugi singl s albuma, "Remember the Time", bio je osam tjedana među pet najboljih singlova u Americi (odnosno na trećem mjestu). Godine 1993. Jackson je nastupio s pjesmom na dodjeli Soul Train nagrada sjedeći u invalidskim kolicima; povodom toga izjavio je da je povrijedio nogu na probi. U Ujedinjenom Kraljevstvu i ostalim dijelovima Europe, "Heal the World" bio je najveći hit s albuma; prodan je u 450 tisuća kopija u Ujedinjenom Kraljevstvu gdje je bio pet tjedana na drugoj poziciji 1992. Jackson je 1992. godine osnovao "Heal the World Foundation". Humanitarna organizacija dovodila je neprivilegiranu djecu da na pjevačevom imanju okuse sve ono što do tada nisu mogli. Zaklada je slala milijune dolara širom svijeta za pomoć ugroženoj djeci. Svjetska turneja albuma "Dangerous" počela je 27. lipnja 1992. i završila se 11. studenog 1993. godine. Jackson je održao 67 koncerata na kojima je nazočilo ukupno 3, 5 milijuna ljudi. Sva dobit od koncerata otišla je u Heal the World zakladu . Prava prikazivanja turneje prodana su HBO televiziji za rekordnih 20 milijuna dolara. Nakon bolesti i smrti Ryana Whitea, Jacksonovog prijatelja, Jackson je doprinjeo tome da javnost više sazna nešto o HIV-u i AIDS-u, koji nije bio u potpunosti poznat javnosti tada. Na jednoj svečanosti koju je priredio Bill Clinton sve je javno zamolio da doniraju novac organizacijama koje se bave preventivom i liječenjem ove bolesti.
Kasnije, Jackson je posjetio nekoliko afričkih zemalja, među kojima Gabon i Egipat. Po dolasku u Gabon, dočekalo ga je 100 tisuća ljudi; neki od njih su nosili natpise "Dobrodošao kući, Michael". Prilikom boravka u Obali Bjelokosti, okrunjen je kao "Kralj Sani" od strane plemenskog starješine. Jackson se zahvalio uglednicima na francuskome i engleskome da bi zatim potpisao službene dokumente formalizirajući svoju kraljevsku čast. Na kraju je sjeo na zlatno prijestolje nadgledajući ceremonijalne plesove.
Jedan od svojih najboljih nastupa Jackson je održao na 27. Super Bowlu tijekom poluvremena. Na početku izvedbe katapultiran je na pozornicu uz mnogo pirotehnike. Nakon slijetanja zadržao je nepomičnu pozu sa stisnutom šakom čitavih nekoliko minuta, odjeven u crno-zlatni vojni kombinezon s naočalama na očima. Nakon što je polagano maknuo, a zatim i bacio svoje naočale, počeo je pjevati i plesati. Izveo je pjesme "Jam", "Billie Jean", "Black or White" i "Heal the World". Nastup je gledalo oko 135 milijuna Amerikanaca. 
Na 35. dodjeli Grammy nagrada u Los Angelesu, Jacksonu je dodijeljena nagrada imena "Living Legend Award ". "Black or White" je nominiran za najbolju vokalnu izvedbu, a "Jam" je dobila dvije nominacije: za "Najbolju ritam i blues vokalnu izvedbu" i za "Najbolju ritam i blues pjesmu".

### Optužbe za seksualno zlostavljanje i vjenčanje (1993. − 1994.)
Godine 1992. Jackson je dao intervju Oprah Winfrey koji je trajao 90 minuta. To je bio prvi njegov televizijski intervju od 1979. Pričao je o djetinjstvu i mučenju od strane njegovog oca; vjerovao je da je izgubio mnogo toga kao dijete pričajući kako često plače zbog toga. Odbacio je tvrdnje tabloida da je kupio kosti "Čovjeka slona" ili spavao u hiperbaričnoj komori. Izvođač je prvi put pričao o promjeni boje svoje kože govoreći da ima bolest zvanu vitiligo. Intervju je pratilo oko 90 milijuna Amerikanaca i tako je zauzeo četvrto mjesto na popisu najgledanijih neprofitnih programa u povijesti američkih televizija. Tako je započeta javna debata na temu vitiligo jer do tada je bio manje poznat. Album koji je izdao 1991. je ponovo objavljen i probio se među deset najboljih, više negoli izvorno izdanje.
U ljeto 1993. Jackson je optužen za seksualno maltretiranje trinaestogodišnjeg djeteta Jordana Chandlera od strane samog djeteta i njegovog oca Evana Chandlera. Tada se, logično, prijateljstvo između Jacksona i Chandlera prekinulo. U kasnijim Evanovim snimljenim razgovorima pojavljivale su se oprečne izjave oca u kojima je tvrdio:" ...ako prođe kroz ovo, dobit će veliko vrijeme i da nema šansi da će izgubiti." Dodao je i da će proći kroz sve da bi Jacksonova karijera bila gotova. Godinu kasnije su se sreli. Jordan je rekao svom ocu da je Jackson dodirivao njegov penis. Evan Chandler i Jackson, predstavljeni sa svojim pravnim timovima, započeli su neuspješne pregovore oko financijskog dogovora; inicirao ih je Evan a izvođač je dao nekoliko ponuda. Jordan Chandler je rekao psihijatru i kasnije policiji da ga je Jackson prisiljavao na ljubljenje, masturbaciju i oralni seks. Dječak je navodno dao niz detaljnih opisa spomenutog.
Službena je istraga počela. Ranč Neverland je pretražen, djeca koja su bila tamo i članovi obitelji demantirali su priče da je Jackson pedofil. Jacksonov imidž se dalje pogoršao kada ga je sestra La Toya Jackson optužila da je pedofil da bi taj stav kasnije opovrgla. Jackson je pristao na tjelesni pregled dogovoren na ranču. Istraga je vođena radi usporedbe tijela s opisom koju je dječak dao. Liječnici su izjavili da postoje velike sličnosti između opisanog i viđenog ali da podudarnosti nisu potpune. Jackson je davao emocionalne izjave na raznim događajima, govorio je da je nevin, kritzirao je kroz što je sve prošao kao i svlačenje na koje je morao pristati.
Jackson je počeo uzimati lijekove protiv bolova, za smirenje, Valium, Xanax i Ativan da bi prebrodio stres tijekom istrage. Tijekom jeseni 1993. postao je ovisan o lijekovima. Jacksonovo zdravstveno stanje bilo je toliko narušeno da je odgodio svjetsku turneju i imao višemjesečno odvikavanje od lijekova. Zbog posljedica stresa od optužbi prestao je jesti i time izgubio veliki dio mase. Vidjevši da je nemoguće nastaviti proces, predstavljali su ga prijatelji i pravni savjetnici, nagovarali su ga na nagodbu, vjerujući kako neće izdržati dugi sudski postupak.
Reakcije medija su stavile Jacksona u nezavidnu poziciju. Navođeno je da Jackson novcem "skriva" svoja nedjela dajući velike svote. Prvog siječnja 1994. Jackson se sastao s obitelji Chandler i njihovim timom izvan suda i isplatio im 22 milijuna dolara. Nakon toga, Jordan Chandler odbijao je nastavak procesa s kriminalističkom policijom. Jackson nijednom nije bio optuživan, dokaza nije bilo dovoljno i država je zatvorila slučaj.
Kasnije iste godine, Jackson se vjenčao s Lisom Marie Presley, kćeri Elvisa Presleyja. Prvi put su se sreli 1975. za vrijeme posjete Jacksonove obitelji u MGM Grand Hotel and Casino da bi ostali u vezi do 1993. pomoću zajedničkog prijatelja. Bili su u kontaktu svakog dana preko telefona. Kada su optužbe za uznemiravanje djeteta postale javne, Jackson se vezao za Presley zbog podrške koju mu je pružala. Ona je govorila da ne vjeruje da je učinio bilo što loše i da se zaljubljuje u njega. Dodala je kako ga želi spasiti i da misli da to može napraviti. Kada je Jackson razgovarao s njom telefonom na jesen 1993. zaprosio ju je pitanjem: "Ako bih te pitao da se udaš za mene, bi li pristala?" Vjenčali su se u Dominikanskoj Republici u tajnosti. Nakon manje od dvije godine, razveli su se ostavši prijatelji.

### History, drugi brak i očinstvo (1995. − 1999.)
Godine 1995. Jackson je spojio svoj katalog "Northern Songs" s jednim Sonyjevim izavačkim odjelom stvorivši "Sony/ATV Music Publishing". Tako je postao vlasnik pola kompanije, zaradio je 95 milijuna dolara i dobio prava na još više pjesama. Zatim je izdao album na dva diska "HIStory: Past, Present and Future I". Prvi disk, HIStory Begins, bio je kompilacija 15 najvećih pjesama i bio je 2001. reizdat kao "Greatest Hits- HIStory Vol. I". Drugi disk, "HIStory Continues", je sadržao 15 novih pjesama. Album je debitirao na prvom mjestu u Sjedinjenim Državama gdje je potvrđena prodaja od 7 milijuna kopija. Najprodavaniji je svih vremena u kategoriji albuma koji se sastoje od dva ili više diskova i to u 20 milijuna kopija (odnosno 40 milijuna diskova). Bio je nominiran Grammyjem za "Najbolji album".
Prvi izdati singl s albuma bio je "Scream/Childhood". "Scream" je bio duet Jacksona i njegove najmlađe sestre Janet. Singl je prvi u povijesti "Billboarda Hot 100" koji je debitirao na petom mjestu i bio je nominiran Grammyjem za "Najbolju pop vokalnu suradnju". "You Are Not Alone" je bio drugi singl s "HIStory"; drži Guinnessov rekord kao prva pjesma ikada koja je debitirala na prvom mjestu "Billboarda Hot 100". Pjesma je nominirana Grammyjem za "Najbolju pop vokalnu izvedbu". Krajem 1995. godine Jackson je prebačen u bolnicu nakon gubitka svijesti tijekom probe za jedan televizijski nastup; nesvjesticu je izazvao napad panike. "Earth Song" je bio treći singl s albuma i našao se na vrhu ljestvice u Ujedinjenom Kraljevstvu gde je prodan u oko milijun kopija. Singl je najuspješniji Jacksonov u UK. Svjetska turneja albuma "HIStory" počela je 7. rujna 1996. i završila se 15. listopada 1997., Jackson je održao 82 koncerta na 5 kontinenata, u 35 zemalja odnosno u 58 gradova pred ukupno više od 4, 5 milijuna ljudi.
Tijekom turneje u Australiji, Jackson je oženio medicinsku sestru Deborah Jeanne Rowe s kojom je dobio sina, Michaela Josepha Jacksona Juniora (poznat kao Princ) i kći, Paris Michael Katherine Jackson. Par se prvi put sreo sredinom osamdesetih kada je Jacksonu dijagnoziran vitiligo. Debra je pomagala Jacksonu godinama u vezi bolesti i pružala mu emocionalnu podršku. Stvorili su jako prijateljstvo da bi se onda zaljubili jedno u drugo. Prvobitno nisu planirali brak ali nakon saznanja Debrine trudnoće, Jacksonova majka je ustrajala na vjenčanju. Par se razveo 1999. Debra je prepustila Jacksonu puno starateljstvo nad djecom i ostala je s njim u prijateljskim odnosima.
1997., Jackson je izdao "Blood on the Dance Floor: HIStory in the Mix" koji je sadržavao remiksove hit singlova s "HIStory" i pet novih pjesama. Do 2007., album je prodan širom svijeta u 6 milijuna kopija i jedan je od najprodavanijih remiksanih albuma svih vremena. Bio je na prvom mjestu u UK kao i njegov naslovni singl. U Sjedinjenim Državama, album je zabilježio platinastu tiražu iako se našao tek na 24. mjestu.
Tijekom lipnja 1999. godine Jackson je bio uključen u niz humanitarnih akcija. Zajedno s Lucianom Pavarottijem sudjelovao je na koncertu u Modeni, Italija. Koncert je podržan od strane neprofitne organizacije Warchild s ciljem pomoći izbjeglicama s Kosova kao i djeci iz Gvatemale. 
Kasnije istog mjeseca, Jackson je organizirao dva koncerta pod nazivom "Michael Jackson & Friends", od kojih se po jedan održao u Njemačkoj i Sjevernoj Koreji. Drugi izvođači koji su nastupali bili su: Slash, The Scorpions, Boyz II Men, Luther Vandross, Mariah Carey, A. R. Rahman, Prabhu Deva Sundaram, Shobana Chandrakumar, Andrea Bocelli i Luciano Pavarotti. Sav zarađen novac proslijeđen je "Nelson Mandela Children's Fund" i UNESCO-u.

### Spor,Invinciblei treće dijete (2000. − 2002.)
Godine 2000. Jackson je uvršten u Guinnessovu knjigu rekorda jer je donirao 39 humanitarnih akcija, više nego ijedan zabavljač ili ijedna osoba. Te godine, čekao je dozvole da ponovo izda svoje albume; ponovnim izdanjem starog materijala brže bi ispunio uvjete postavljenje od strane Sonyja kojim je obavezan u ugovoru (1991. kada je obnovio suradnju, pristao je na to da izda određen broj albuma koji je postavljen u ugovoru te izdavanjem albuma starog materijala brže bi ispunio ugovoreno). Međutim, dozvole nije dobio jer neke pojedinosti iz ugovora to nisu omogućivale. Jackson je zatim otvorio istragu misleći da je pravni zastupnik koji ga je predstavljao tijekom dogovaranja zastupao Sony stvarajući sukob interesa. Jackson je također bio zabrinut zbog drugog sukoba interesa. Sony je godinama pritiskao Jacksona na prodaju svojeg dijela glazbenog kataloga koji je dijelio s njegovim. Kada bi Jacksonova karijera ili financijska situacija bia pogoršana, morao bi prodati katalog. Ove je sukobe Jackson koristio kako bi, uvjetno rečeno, ranije izašao iz ugovora. Prije izdanja predstojećeg albuma, Invincible, Jackson je izvijestio vodećeg čovjeka Sonyja Tommyja Mottolu da će napustiti njegovu kompaniju. Nakon izdanja albuma, predviđeni su singlovi, video spotovi i promocije otkazane. Jackson je izjavio u srpnju 2002. da je Motola "vrag" i "rasist" koji ne podržava afroameričke izvođače nego ih samo rabi zbog svoje osobne koristi. Optužio je Mottolu da je rekao za njegovog kolegu Irva Gottija da je "a fat black N-word". Sony je osporavao sve Jacksonove tvrdnje navodeći da je on odbio održavanje turneje u Sjedinjenim Američkim Državama.
Šest godina nakon svog posljednjeg studijskog albuma i nakon provođenja dosta vremena krajem devedesetih i početkom novog tisućljeća u javnosti, Jackson je izdao svoj deseti studijski album, „Invincible“. Da bi promovirao album što bolje, organizirao je dva specijalna koncerta u Madison Square Gardenu povodom trideste obljetnice svoje solo karijere. Koncerti su održani u rujnu 2001. godine. Jackson se pojavio na pozornici zajedno s braćom prvi put od 1984. godine. 
Osim njih, nastupili su Mýa, Usher, Whitney Houston, 'N Sync, Slash i mnogi drugi. Ubrzo poslije napada 11. rujna 2001. godine, Jackson je pomogao organizaciju humanitarnog koncerta United We Stand: What More Can I Give ("Ujedinjeni stojimo: Što još mogu dati") koji se održao u Washingtonu 21. listopada iste godine. Kraj koncerta obilježili su mnogi izvođači predvođeni Jacksonom i pjesmom koju je napisao, "What More Can I Give". "Invincible" je bio komercijalni uspjeh debitirajući na prvom mjestu u 13 zemalja. Prodan je u 10 milijuna kopija širom svijeta. Zabilježio je dvostruku platinastu tiražu u Americi. Prodaje albuma bile si izrazito niže u odnosu na prodaje pjevačevih prethodnih izdanja kako zbog oslabljenje glazbene pop industrije i oskudne promidžbe, tako zbog spora sa Sonyjem i turneje koja nije održana. S albuma su izdata tri singla: "You Rock My World", "Cry" i "Butterflies" za koji nije snimljen video spot. 
Jacksonovo treće dijete, Princ Michael Jackson II. (poznat kao Blanket), rođen je 2002. Jackson nije otkrivao identitet djetetove majke ali je rekao da je dijete rođeno putem izvantjelesne oplodnje. Iste godine u studenom, Jackson je pokazao obožavateljima dijete držeći ga na balkonu jedne hotelske sobe u Berlinu. S obzirom na to da je držao dijete jako nesigurno i to na četvrtom katu, mediji širom svijeta su ga nakon toga kritizirali. Kasnije se Jackson ispričao za incident nazivajući ga užasnom pogreškom.

### Dokumentarac, suđenje i poslovni pothvati (2003. − 2007.)
Godine 2003. Sony je izdao kompilaciju Jacksonovih hitova na CD-u i DVD-u. U Sjedinjenim Državama, album je zauzimao 13. poziciju gdje je postigao platinastu tiražu. U Ujedinjenom Kraljevstvu dostignuta je prodaja od najmanje 1,2 milijuna kopija.
Televizija Granada je snimila dokumentarac koji se zove Living with Michael Jackson ("Život s Michaelom Jacksonom"). Tu je pjevač snimljen dok se drži za ruke i priča o dijeljenju kreveta s mladim Gavinom Arvizom koji ga je kasnije tužio za seksualno maltretiranje. U istom dokumentarnom filmu, Jackson je prilikom snimanja trošio velike svote novca tako da bi nekad samo u jednoj ekskluzivnoj robnoj kući potrošio više milijuna američkih dolara. Kratko nakon što se počeo film prikazivati, Jackson je optužen za pedofiliju i davanje alkohola od strane spomenutog dječaka Gavina Arviza. U to vrijeme dječak je imao 14 godina.
Jackson je porekao sve optužbe govoreći da ta spavanja nisu bila seksualne prirode. Njegova prijateljica Elizabeth Taylor ga je branila govoreći da je bila tu kada su njih dvojica: "bili u krevetu i gledali televiziju". Tu nije bilo ništa nenormalno. Nije bilo dodira. Smijali smo se kao djeca i gledali smo dosta toga od Walta Disneyja."
Za vrijeme istrage, Jacksonov profil je bio istraživao liječnik Stan Katz. Bilo mu je potrebno nekoliko sati da to obavi i s tužiteljem. Njegov zaključak je bio da je Jackson postao regresivni desetogodišnjak i da se ipak ne podudara s osobinama pedofila. Prije predstojećeg suđenja, Jackson je postao ovisan o morfinu i Demerolu, ponovno nakon gotovo jednog desetljeća. Suđenje je započeto dvije godine nakon podnešenih tužbi. Trajalo je pet meseci, do kraja svibnja 2005. godine. Za vrijeme suđenja, pjevač je bio pod jakim stresom i izgubio je veliki dio mase što je dodatno utjecalo na njegovu pojavu. U lipnju je Jackson oslobođenih svih optužbi.
Nakon suđenja, Jackson se preselio jedan otok u Perzijskom zaljevu u Bahreinu kao gost Šeika Abdullaha. 
Kasnije, Sony izdaje kompilaciju video singlova „Visionary: The Video Singles“ na europskom tržištu. U SAD- u je taj set izdan 14. studenoga 2006. Tijekom 2006. Jackson je imao česte financijske probleme, pogotovo nakon gubitka vlasništva nad Neverlandom. Da bi ih se riješio, polovicu svog dijela kataloga prodao je Sonyju. Nakon tog poslovnog pothvata, njemu je ostalo 25% kataloga, a Sonyju 75%.
Jedan od prvih snimljenih javnih Jacksonovih pojavljivanja od suđenja bio je u studenom 2006. kada je posjetio London da bi se susreo s predstavnicima Guinnessovih rekorda. Oni su mu uručili priznanja za osam rekorda među kojim za "Prvog zabavljača koji je zaradio više 100 milijuna dolara za godinu dana" i za "Najuspješnijeg zabavljača svih vremena". Jackson je isto tako nagrađen "Dijamantskom nagradom" 15. studenog 2006. za prodaju više od 100 milijuna albuma na dodjeli Svjetskih glazbenih nagrada. Odmah nakon smrti Jamesa Browna vratio se u Ameriku da bi mu zajedno s 8 000 tisuća ljudi odao posljednju počast na pogrebu 30. prosinca 2006. Krajem 2006. godine Jackson se složio da podijeli starateljstvo nad svoje prvo dvoje djece s bivšom suprugom Debbie Rowe. Godine 2007. sa Sonyjem je kupio katalog "Famous Music LLC". Ovo poslovanje mu je donijelo prava nad pjesmama Eminema, Shakire, Becka i drugih.

### Thriller 25, planirani povratak na scenu i smrt (2008. − 2009.)
Da bi proslavio 25 godina od izdanja albuma "Thriller", Jackson je objavio "Thriller 25", posebno izdanje najprodavanijeg albuma svih vremena koja se sastoji od svih pjesama s prvobitnog albuma, remiksa, nove pjesme "For All Time" i DVD- a. S reizdanja su izdana dva singla kako bi se modernizirao uspjeh: "The Girl Is Mine 2008" i "Wanna Be Startin‘ Somethin‘ 2008". "Thriller 25" bio je komercijalan uspjeh nalazeći se pri tome na prvom mjestu u osam europskih zemalja. Dosegao je broj dva u SAD-u, broj tri u UK i top 10 u više od 30 nacionalnih glazbenih ljestvica.
Nije odgovarao za ulazak na ljestvicu Billboard 200 najboljih albuma, ali se našao na vrhu popisa pop kataloga gdje je ostao 11 uzastopnih tjedana. Za 12 tjedana, „Thriller 25“ prodan je u više od tri milijuna kopija. Do studenog 2008. godine u Americi je prodan u oko 688 tisuća kopija što je bilo dovoljno da postane najprodavaniji pop katalog album 2008. 
Povodom 50. Jacksonovog rođendana, Sony je izdao kompilacijski album, "King of Pop". Album je objavljen u određenim zemljama gdje su obožavatelji sami glasujući odlučivali koje će se pjesme naći na njihovoj nacionalnoj inačici. Iako nije objavljen u SAD- u, "King of Pop" se našao među 10 najboljih u većini zemalja u kojim je izdat.
Od 13. srpnja 2009. do 6. travnja 2010. Jackson je planirao održati 50 rasprodanih koncerata u londonskoj O2 areni na kojima je trebalo biti ukupno više od milijun ljudi. Prema informacijama s pjevačevih internetskih stranica, prodaje karata bile su srušile nekoliko rekorda. Za vrijeme konferencije za novinstvo, Jackson je najavio moguće umirovljenje.
Dana 25. lipnja 2009., Jackson je prebačen u bolnicu nakon što je prestao disati. Umro je istog dana od zatajenja srca, prema prvim izjavama za javnost. Američki mediji objavili su snimku telefonskog poziva upućenog Hitnoj službi 911 iz Jacksonova doma. Čovjek koji je nazvao 911 prijavio je da je pjevač u nesvijesti te da ne diše. Na snimci je rečeno: "Trebam hitnu pomoć, što je prije moguće".

## Smrt i komemoracija
Dana 25. lipnja 2009. Jackson se srušio u svom domu, iznajmljenoj kući u Los Angelesu.
Pokušaji oživljavanja njegovog osobnog liječnika bili su neuspješni, a hitna pomoć zaprimila je poziv u 12:22 po mjesnom vremenu i za 3 minute stigla do Jacksonove kuće, navodno nije disao i započeta je kardiopulmonalna reanimacija. Na putu do losangeleske bolnice (Ronald Reagan UCLA Medical Center) pokušali su ga reanimirati, ali je u bolnicu dovezen u komi. Napori za oživljavanje nastavili su se do 1:13 (20:13 UTC). Proglašen je mrtvim u 2:26 po mjesnom vremenu (21:26 UTC).
Dvosatna komemoracija održala se 7. srpnja 2009. u Staples Centeru u Los Angelesu. Nekoliko sati ranije obitelj se oprostila od Jacksona na groblju Forest Lawn Memorial Park na holywoodskim brežuljcima.
Jacksonov pozlaćeni lijes vrijedan 25.000 dolara prevezen je automobilom do Staples Centra gdje je uz pjevanje gospel zbora "Soon and Very Soon" bio dovezen između pozornice i obitelji u prvom redu i mnogobrojnih obožavatelja.
Komemoracija koju je režirao Kenny Ortega, dugogodišnji Jacksonov suradnik, prenosila se uživo u cijelom svijetu i gledalo ju je više od milijardu gledatelja.
Glazbenici Stevie Wonder, Lionel Richie, Mariah Carey, Jennifer Hudson, Usher, Jermaine Jackson, i Shaheen Jafargholi pjevali su Jacksonove pjesme, brat Jermaine otpjevao je pjesmu Charlieja Chaplina "Smile". Na pozornici su se izmjenjevali vlasnik diskografske kuće Motown Berry Gordy, glazbenik Smokey Robinson, glumica i pjevačica Queen Latifah pročitala je "We had him", pjesmu Maye Angelou.
Košarkaška zvijezda Kobe Bryant govorio je o Jacksonovom humanitarom radu, a Magic Johnson prisjetio se svojih uspomena vezanih uz Jacksona (pojavio se u spotu pjesme "Remember the Time"). Publici su se obratila djeca Martina Luthera Kinga, Martin Luther King III i Bernice King, predstavnica Kluba crnačkih zastupnika u Kongresu SAD-a Sheila Jackson-Lee.
Pastor Al Sharpton, odao je priznanje Jacksonu za rušenje rasnih barijera popraćen ovacijama kada se obratio Jacksonovoj djeci riječima: "There wasn't nothing strange about your daddy. It was strange what your daddy had to deal with."
Pri kraju ceremonije obitelj se okupila na pozornici, Jacksonova djeca, sestre, braća Randy, Tito, Marlon, Jackie i Jermaine na rukama su nosili bijelu rukavicu koja je jedno vrijeme bila Jacksonov zaštitni znak.
Posljednja se publici obratila Jacksonova jedanaestogodišnja kći Paris Katherine, koja je kroz suze rekla: "Ever since I was born, Daddy has been the best father you could ever imagine ... I just wanted to say I love him so much" ("Otkako sam se rodila, tata je bio najbolji otac kojeg sam mogla zamisliti... Želim reći samo toliko ga volim").

### Pogreb
Jacksonova obitelj planirala je Michaelov pogreb za njegov 51. rođendan, 29. kolovoza, ali je odgođen za pet dana bez obrazloženja. Posmrtni ostaci kralja popa bit će položeni na posljednje počivalište 3. rujna, rekao je glasnogovornik obitelji Jackson, Ken Sunshine. 
Jackson je pokopan u krugu obitelji i prijatelja u Velikom mauzoleju na groblju Forest Lawn Memorial Park, Glendale (Los Angeles). Veliki mauzolej obogaćen je vitrajima s replikama da Vincijeve Posljednje večere i Michelangelovih kipova.

## Utjecaj
Jackson ima značajan utjecaj na glazbu i kulturu širom svijeta. Srušio je rasne barijere, transformirao video spotove i otvorio put modernoj pop glazbi u njegovoj zemlji. Jacksonov rad, svojstven glazbeni zvuk i vokalni stil je utjecao na mnoge hip hop, pop i ritam i blues izvođače kao što su: Mariah Carey Usher, Britney Spears, Justin Timberlake Beyonce R.Kelly Lady Gaga Jennifer Lopez Christina Aguilera Tijekom velikog dijela svoje karijere, utjecao je na mlade generacije svojim glazbenim i humanitarnim radom. U svojoj karijeri primio je veliki broj nagrada i priznanja: Svjetsku glazbenu nagradu za „Najprodavanijeg muškog pop izvođača milenija“, Američku glazbenu nagradu za „Izvođača stoljeća“, Bambi nagradu za „Pop izvođača milenija“. Dva je puta uvršten u „Rock and Roll Hall of Fame “, jednom kao član Jacksona 5 godine 1997. i kao solo izvođač 2001. godine. Jackson je uvršten i u „Kući slavnih tekstopisaca“ (Songwriters Hall of Fame) 2002. godine. Godine 1984. dobio je svoje mjesto na Hollywoodskom "Šetalištu slavnih". Vlasnik je nekoliko Guinnessovih rekorda, 13 Grammy nagrada, 13 broj jedan singlova - više nego ijedan muški izvođač- i 750 milijuna prodanih albuma koji ga čine najprodavanijim muškim izvođačem na svijetu.
 Sredinom osamdesetih, „Time“ je opisao Jacksona "najvrelijim fenomenom od Elvisa Presleyja". 1990., "Vanity Fair" ga je nazvao "najpopularnijim izvođačem u povijesti šou biznisa". Tom Utley ("Daily Telegraph") izjavio je da je Jackson "ekstremno bitna figura u povijesti popularne glazbe" i "genije". Njegova ukupna zarada od albuma, video spotova, koncerata i drugog procjenjuje se na oko 500 milijuna dolara; neke analize nagađaju da su njegovi glazbeni katalozi možda vrijedni više od milijardu dolara. Navođen kao jedan od najpoznatijih muškaraca na svijetu, Jacksonov iznimno poznat privatni život zajedno s njegovom uspješnom karijerom čini ga dijelom popularne kulture posljednja četiri desetljeća.

## Diskografija
- Got to Be There (1972.)
- Ben (1972.)
- Music & Me (1973.)
- Forever, Michael (1975.)
- Off the Wall (1979.)
- Thriller (1982.)
- Bad (1987.)
- Dangerous (1991.)
- HIStory (1995.)
- Invincible (2001.)

## Rekordi
Michael Jackson drži cijeli niz rekorda glazbene industrije, između ostalih:
- prema broju prodanih nosača zvuka unutar jedne godine "najuspješniji umjetnik svih vremena" (Most successful entertainer of all time, prema Guinnessovoj knjizi rekorda), koji je 1989. samo prodajom nosača zvuka zaradio 125 milijuna američkih dolara,[169]
- najprodavaniji glazbeni album svijeta - "Thriller" iz 1982. s otprilike 109 milijuna prodanih primjeraka,[170][171]
- prvi umjetnik, koji je službeno prodao više od 100 milijuna glazbenih albuma izvan SAD-a,[172]
- do sada najviše plaćeni ugovor za ploču, 890 milijuna američkih dolara od Sonyja, 1991.,
- muški solo izvođač s najviše broj jedan singlova na američkim glazbenim ljestvicama (14),
- najviše hit singlova na britanskim ljestvicama unutar jedne godine,
- glazbenik s najviše albuma koji su se na američkim glazbenim ljestvicama s ulaskom na glazbene ljestvice odmah popeli na sam vrh zauzevši prvo mjesto - Bad, Dangerous, HIStory i Invicible,
- prvi pjevač koji se na ljestvici američkih singlova popeo odmah na prvo mjesto ("You Are Not Alone", 1995.),
- najuspješnija serija koncerata, u ljeto 1988. godine, njegovih sedam koncerata na Wembley stadionu u Londonu bili su rasprodani, s ukupno 504.000 posjetitelja tih sedam koncerata,
- umjetnik koji je osvojio najviše Grammyja prilikom jedne dodjele (ukupno 8, 1984.),
- najviše hitova s jednog albuma koji su osvojili prvo mjesto glazbenih ljestvica u SAD-u (Bad - pet singlova s tog albuma dosegla su vrh),
- najprodavaniji spot na svijetu, videokaseta "Making Michael Jackson's Thriller" iz 1983. godine,
- najviše plaćena poznata osoba za reklamni spot, Pepsi mu je platio 12 milijuna dolara za 4 reklamna spota,
- umjetnik s najskupljim spotovima: Scream (do danas), Black Or White, kao i You Rock My World; na svakoga od njih potrošeno je više milijuna dolara. Isto tako milijuni su potrošeni u produkciju spotova Remember The Time kao i In The Closet,
- u Guinessovoj knjizi rekorda Jackson je upisan kao "najuspješniji zabavljač svih vremena,"[173]
- s prodajom od jedanaest karata po sekundi, najbrže rasprodan niz koncerata: 750.000 ulaznica za 50 planiranih koncerata u Londonu od srpnja 2009. do ožujka 2010.,[174]
- zajedno s obitelji drži rekord kao najuspješnija obitelj pop glazbe,
- 24 singla na njemačkim ljestvicama singlova s istovremeno 9 albuma na njemačkim ljestvicama albuma unutar jednoga tjedna.[175]